# Rudy Martay
Cet article court présente un sujet plus développé dans : Jean Libert (écrivain) et Gaston Vandenpanhuyse.
Rudy Martay est un pseudonyme collectif utilisé par Jean Libert et Gaston Vandenpanhuyse pour signer des romans publiés dans la collection Espionnage des éditions Fleuve noir.